# Tione (satélite)

Captura da lua Tione.

Tione (Júpiter XXIX) é um pequeno satélite natural do planeta Júpiter com 4 km de diâmetro.